# Pharaxonotha
Pharaxonotha é um género de coleópteros da família Erotylidae.